# Juan Ramón López Muñiz
Juan Ramón López Muñiz (Gijón, Asturias, 2 de noviembre de 1968), conocido como Muñiz, es un exfutbolista y entrenador español.

## Trayectoria

### Como jugador
Formado en las categorías inferiores del Real Sporting de Gijón, jugó durante la temporada 1988-89 en el C. D. Izarra de la localidad de Estella mientras realizaba el servicio militar. En la campaña 1991-92 debutó con el Sporting en Primera División y permaneció un total de cinco temporadas en el club. Posteriormente, militó en el Rayo Vallecano de Madrid, donde marcó cuatro goles en cuarenta partidos durante la temporada 1998-99. Se retiró en el C. D. Numancia de Soria en la campaña 2001-02.

### Como entrenador
Ejerció como segundo entrenador en el R. C. D. Español y en el Málaga C. F., formando parte del cuerpo técnico dirigido por Juande Ramos. Debutó como entrenador de fútbol en la U. D. Marbella, equipo al que dirigió en 2006 con notable éxito. Sin embargo en ese mismo año fichó por el Málaga, equipo con el que ascendió a Primera División en la temporada 2007-08 tras finalizar en el segundo puesto de la clasificación, con setenta y dos puntos.
Posteriormente, fue contratado por el Real Racing Club de Santander por dos temporadas y debutó el 31 de agosto de 2008 en un encuentro frente al Sevilla F. C. disputado en El Sardinero. Además, fue el primer técnico que ocupó el banquillo racinguista en partidos de la Copa de la UEFA. En junio de 2009, tras mantener al Racing en Primera, rescindió su contrato con la entidad cántabra y regresó al Málaga como entrenador para las dos siguientes temporadas. Tras una irregular temporada con el conjunto andaluz, en la cual consiguió la permanencia en Primera División en el último partido tras empatar con el Real Madrid C. F., y con la llegada a la presidencia del jeque Abdullah ben Nasser Al Thani, fue relevado como técnico en favor de Jesualdo Ferreira.
En octubre de 2010 se integró de nuevo como segundo entrenador en el cuerpo técnico de Juande Ramos en el FC Dnipro Dnipropetrovsk.
Durante la temporada 2015-16 dirigió a la A. D. Alcorcón, que se quedó a las puertas de la promoción de ascenso. Para la siguiente campaña fichó por el Levante U. D., con el que consiguió el ascenso a la Primera División por segunda vez en su carrera, siendo además campeón de la categoría de plata. El 4 de marzo de 2018 fue destituido del cargo tras no conseguir ninguna victoria en los 11 últimos partidos.
De cara a la temporada 2018-19 regresó al Málaga. A pesar de mantener al equipo malaguista en los puestos de ascenso directo hasta febrero, una mala racha de resultados dejó al conjunto andaluz sexto, siendo despedido el 14 de abril de 2019.
El 5 de julio de 2020, fue contratado por el Deportivo Alavés. El 21 de julio del mismo año, abandonó el equipo vasco tras lograr la permanencia.

## Clubes

### Como jugador
| Club              | País   | Año       |
| ----------------- | ------ | --------- |
| C. D. Izarra      | España | 1988-1989 |
| Sporting Atlético | España | 1989-1991 |
| Sporting de Gijón | España | 1991-1996 |
| Rayo Vallecano    | España | 1996-1999 |
| Numancia de Soria | España | 1999-2002 |

### Como entrenador
| Club                | País   | Año       |
| ------------------- | ------ | --------- |
| U. D. Marbella      | España | 2006      |
| Málaga C. F.        | España | 2006-2008 |
| Racing de Santander | España | 2008-2009 |
| Málaga C. F.        | España | 2009-2010 |
| A. D. Alcorcón      | España | 2015-2016 |
| Levante U. D.       | España | 2016-2018 |
| Málaga C. F.        | España | 2018-2019 |
| Deportivo Alavés    | España | 2020      |

## Palmarés

### Distinciones individuales
| Distinción                                   | Año     |
| -------------------------------------------- | ------- |
| Mejor entrenador de Segunda División         | 2015-16 |
| Mejor entrenador mes agosto Segunda División | 2016-17 |
| Trofeo Miguel Muñoz de Segunda División      | 2016-17 |